# Sint-Radboudkerk (Jorwerd)
De Sint-Radboudkerk is een kerkgebouw in Jorwerd in de Nederlandse provincie Friesland.

## Geschiedenis
De patroonheilige van de kerk was Radboud. De romaanse tufstenen kerk met zadeldaktoren
uit de 12e eeuw onderging daarna romanogotische wijzigingen. In het interieur bevinden zich twee herenbanken en een kansel uit de 17e eeuw.
In de toren hangt een klok uit 1394 en een klok uit 1749. Aan de zuidgevel hangt een zonnewijzer. De kerk is eigendom van de Stichting Alde Fryske Tsjerken. De kerk is sinds 2012 onderdeel van de stichting Nijkleaster (nieuw klooster). Dit is een bezinningscentrum, verbonden aan de plaatselijke gemeente van de Protestantse Kerk in Nederland.

### Kerktorenramp
"Op zaterdagochtend 25 augustus 1951, om zeven minuten over vijf, stortte de toren van Jorwerd met donderend geraas ineen. Zomaar, uit zichzelf, na negenhonderd jaar sneeuw, zon, regen en wind, gewoon uit pure torenmoeheid. Dat was een voorteken, of een keerpunt, of gewoon slecht onderhoud - het is maar hoe je het wilt zien."
Deze passage komt uit het boek Hoe God verdween uit Jorwerd van Geert Mak.
In 1954 was de kerktoren herbouwd. In 2006, ruim vijftig jaar later, werd de toren weer gerestaureerd.

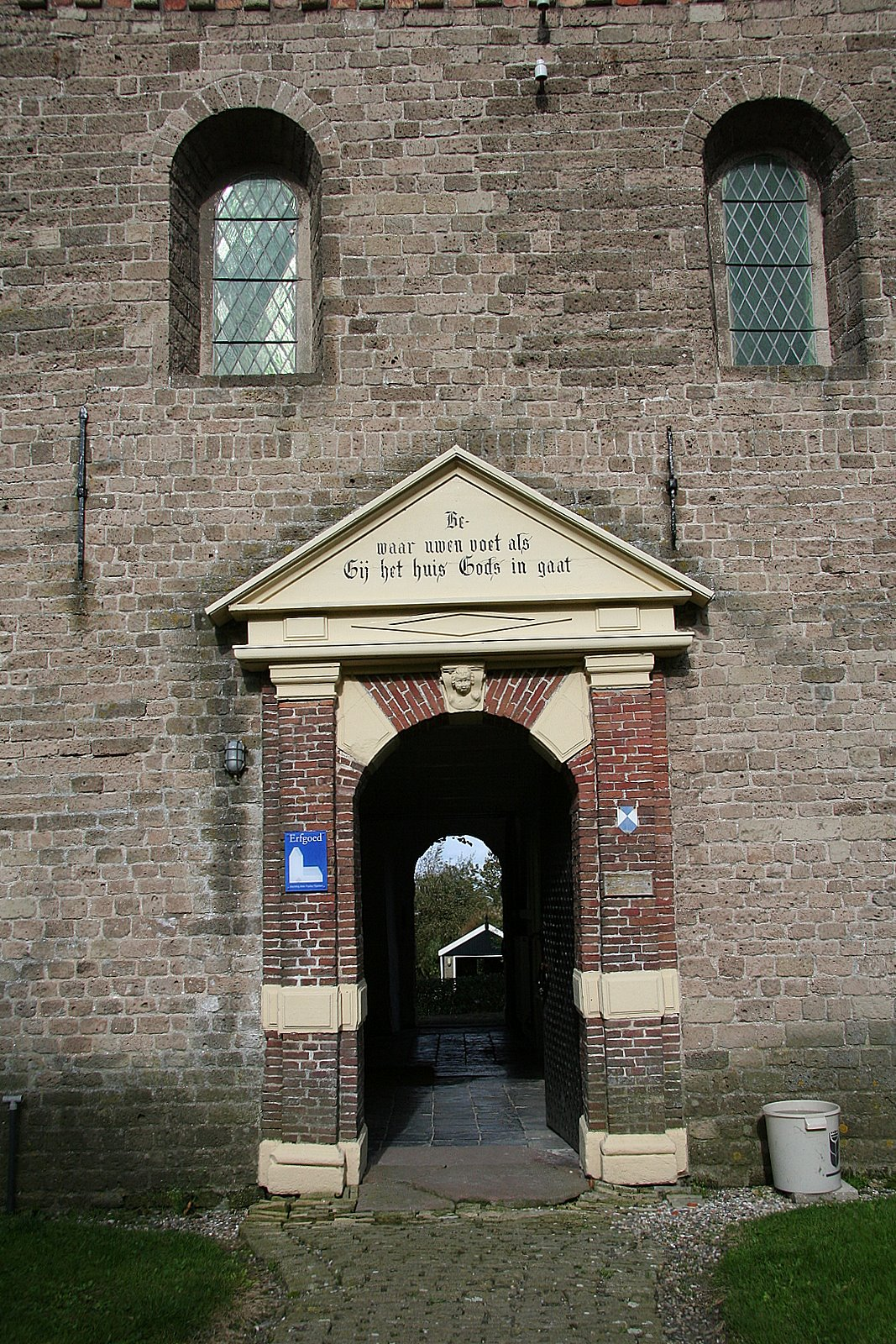
Doorkijk
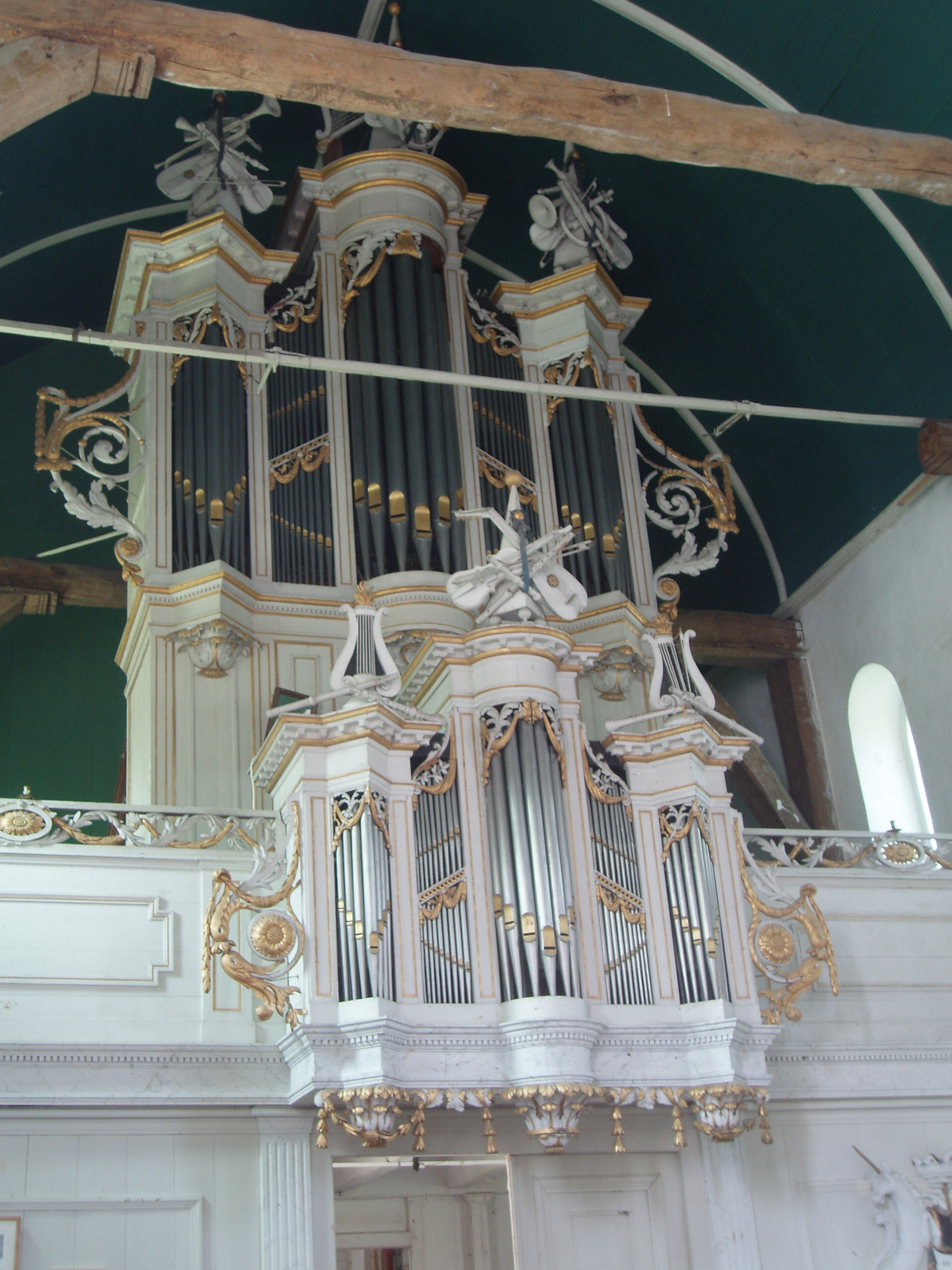
Orgel
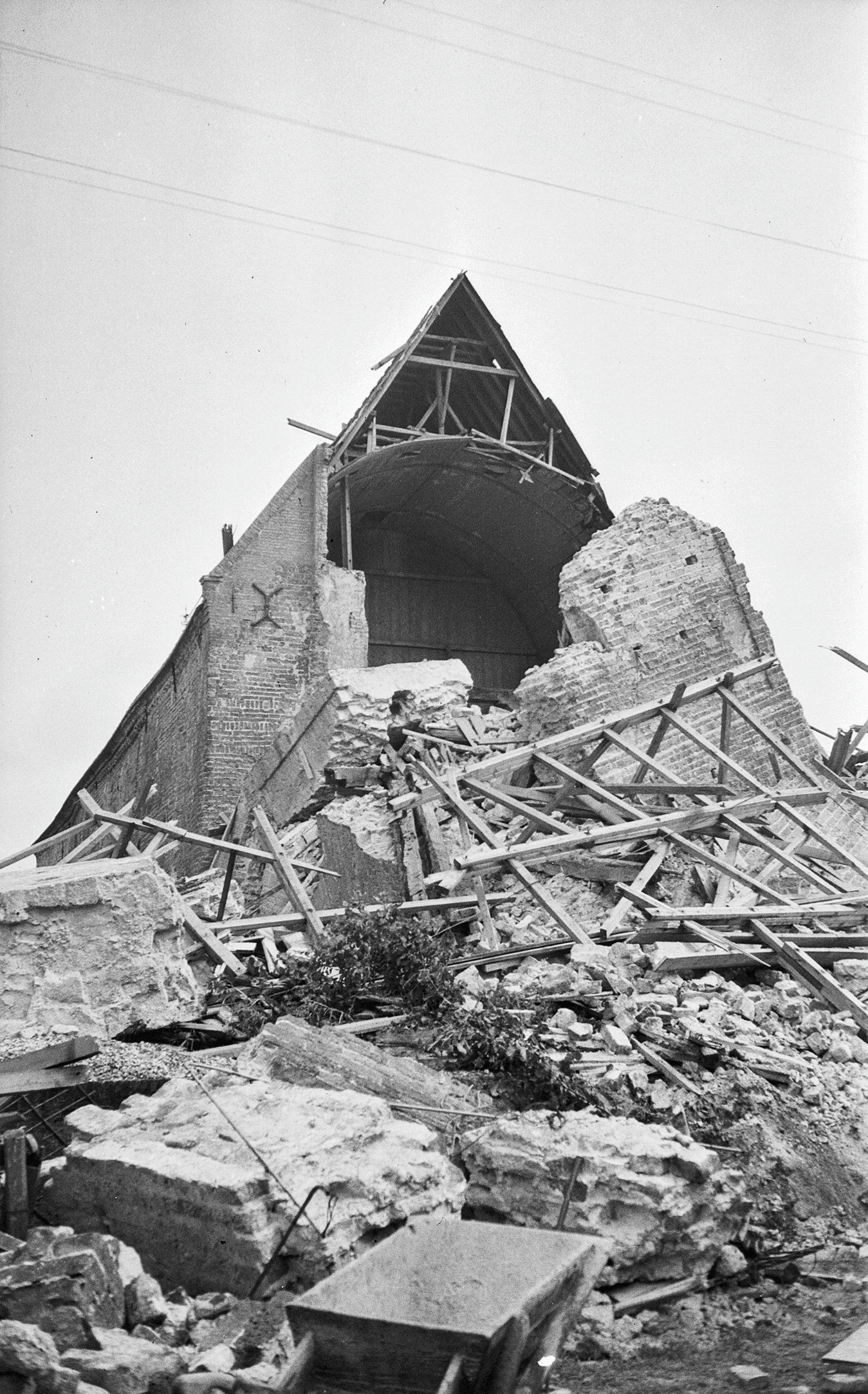
Ingestorte toren

## Orgel
Het orgel uit 1799 is gemaakt door Albertus van Gruisen. In 1956 werd het hersteld gerestaureerd door orgelbouwer Van Leeuwen uit Leiderdorp. Hier volgt de dispositie:
| Hoofdwerk C-f’’’ |        |
| Bourdon          | 16' D  |
| Prestant         | 8'     |
| Holpyp           | 8'     |
| Octaaf           | 4'     |
| Fluit d'Amoer    | 4'     |
| Quint            | 3'     |
| Octaaf           | 2'     |
| Mixtuur 4-6 st.  |        |
| Trompet          | 8' B/D |
| Tremulant        |        |

| Rugwerk C-f’’’ |        |
| Fluit does     | 8'     |
| Viool de Gamba | 8' D   |
| Prestant       | 4'     |
| Nasart         | 3'     |
| Woudfluit      | 2'     |
| Dulciaan       | 8' B/D |
| Tremulant      |        |

| Pedaal C-d’ |
| aangehangen |